# 갈마로 (광주)
갈마로(Galma-ro)는 광주광역시 서구 양동 에서 동구 계림동 광주고교차로를 잇는 광주광역시의 도로이다.

## 주요 경유지
광주광역시
- 북구 (산수동)

## 노선
| 이름                | 접속 노선                | 소재지     | 소재지 | 비고 |
| ------------------- | ------------------------ | ---------- | ------ | ---- |
| 두암지구입구 교차로 | 국도 제29호선 (필문대로) | 광주광역시 | 북구   |      |
| 두암타운사거리      | 밤실로                   | 광주광역시 | 북구   |      |
| 두암 교차로         | 2순환로                  | 광주광역시 | 북구   |      |

## 주요 건물 및 시설
- 베스킨라빈스 광주두암점 (갈마로 48/산수동 681)
- 공차 광주두암점 (갈마로 51/두암동 985-7)
- 롯데리아 광주두암점 (갈마로 53/두암동 985-8)
- 올리브영 광주두암점 (갈마로 53/두암동 985-8)
- 농협 광주농협 밤실지점 (갈마로 56/산수동 677)